# Hoplistocerus refulgens
Hoplistocerus refulgens là một loài bọ cánh cứng trong họ Cerambycidae.